# Station Werbkowice LHS
Station Werbkowice LHS is een spoorwegstation in de Poolse plaats Werbkowice.